# Комптоновская длина волны
Ко́мптоновская длина́ волны́ (λC) — параметр элементарной частицы: величина размерности длины, характерная для релятивистских квантовых процессов, идущих с участием этой частицы. Название параметра связано с именем А. Комптона и комптоновским эффектом.

## Вычисление
Из опыта Комптона следует:
{\displaystyle \lambda _{C}={\frac {h}{mc}}};

Здесь: {\displaystyle mc} — величина 4-вектора энергии-импульса покоящейся частицы.
Для электрона, λe
C ≈ 0,0242 Å ≈ 2,4263102367(11)⋅10−12 м; для протона, λp
C ≈ 0,0000132 Å ≈ 1,32140985396(61)⋅10−15 м.
Длина волны {\displaystyle \lambda _{C}} для покоящейся частицы массы {\displaystyle m} определяет период вращения амплитуды вероятности, квадрат которой является вероятностью того, что частица переместится из одной точки 4-пространства-времени в другую. Для покоящейся частицы это перемещение происходит только во времени, но не в пространстве. Следовательно можно написать цепочку равенств:
{\displaystyle \lambda _{C}=cT_{0}=c\cdot {\frac {2\pi }{\omega _{0}}}={\frac {h}{mc}}};
здесь: {\displaystyle \omega _{0}={\frac {2\pi }{T_{0}}}} — частота вращения амплитуды вероятности.
Из последних двух равенств вытекает:
{\displaystyle E_{0}=mc^{2}=\hbar {\omega _{0}},}
где {\displaystyle E_{0}} — энергия покоящейся частицы;
{\displaystyle \hbar ={\frac {h}{2\pi }}};

## Приведённая комптоновская длина волны
В современной физике чаще употребляется приведённая комптоновская длина волны, которая меньше в 2π раз. Приведённая комптоновская длина волны обратна комптоновскому волновому числу:
{\displaystyle {\overline {\lambda }}_{C}={\frac {\lambda _{C}}{2\pi }}={\frac {\hbar }{mc}}.}
Для электрона, λe
C ≈ 0,00386 Å ≈ 3,8615926764(18)⋅10−13 м, для протона, λp
C ≈ 0,0000021 Å ≈ 2,10308910109(97)⋅10−16 м.
В физике ядра и элементарных частиц также имеют важное значение (приведённые) комптоновские длины волн:
- пи-мезона: λπ
C ≈ 1,46⋅10−15 м (характерное расстояние ядерных взаимодействий);
- W-бозона: λW
C ≈ 2,45⋅10−18 м (характерное расстояние слабых взаимодействий).

Приведённая комптоновская длина волны часто возникает в уравнениях квантовой механики и квантовой теории поля. Так, в релятивистском уравнении Клейна — Гордона для свободной частицы
{\displaystyle \mathbf {\nabla } ^{2}\psi -{\frac {1}{c^{2}}}{\frac {\partial ^{2}}{\partial t^{2}}}\psi =\left({\frac {mc}{\hbar }}\right)^{2}\psi .}
Эта величина в квадрате выступает как множитель в правой части. В таком же качестве она появляется и в уравнении Дирака:
{\displaystyle i\gamma ^{\mu }\partial _{\mu }\psi =\left({\frac {mc}{\hbar }}\right)\psi .}
Хотя в традиционное представление уравнения Шрёдингера комптоновская длина волны в явном виде не входит, его можно преобразовать так, чтобы она «проявилась». Так, нестационарное уравнение Шрёдингера для электрона в водородоподобном атоме с зарядовым числом ядра Z
{\displaystyle i\hbar {\frac {\partial }{\partial t}}\psi =-{\frac {\hbar ^{2}}{2m_{e}}}\nabla ^{2}\psi -{\frac {1}{4\pi \epsilon _{0}}}{\frac {Ze^{2}}{r}}\psi }
можно разделить на {\displaystyle \hbar c} и переписать так, чтобы заменить элементарный заряд e на постоянную тонкой структуры α:
{\displaystyle {\frac {i}{c}}{\frac {\partial }{\partial t}}\psi =-{\frac {1}{2}}\left({\frac {\hbar }{m_{e}c}}\right)\nabla ^{2}\psi -{\frac {\alpha Z}{r}}\psi .}
В результате комптоновская длина волны электрона возникает как множитель в первом члене правой части.
В квантовой теории поля часто применяется упрощающая формулы естественная система единиц, в которой скорость света и постоянная Планка равны 1. В такой системе единиц комптоновская длина частицы просто обратна её массе: λC = 1/m.

## Происхождение названия
Название «комптоновская длина волны» связано с тем, что величина λe
C определяет изменение длины волны электромагнитного излучения в эффекте Комптона.

## Вквантовой теории поля
Частица, локализованная в области с линейными размерами не более λC, согласно соотношению неопределённостей имеет квантовомеханическую неопределённость в импульсе не менее mc и неопределённость в энергии не менее mc², что достаточно для рождения пар частиц-античастиц с массой m. В такой области элементарная частица, вообще говоря, уже не может рассматриваться как «точечный объект», потому что часть времени она проводит в состоянии «частица + пары». В результате на расстояниях, меньших λC, частица выступает как система с бесконечным числом степеней свободы и её взаимодействия должны описываться в рамках квантовой теории поля — в этом фундаментальная роль параметра λC, определяющего минимальную погрешность, с которой может быть измерена координата частицы в её системе покоя. В частности, переход в промежуточное состояние «частица + пары», осуществляющийся за время ~λ/с, характерное для рассеяния света с длиной волны λ, при λ ≤ λC приводит к нарушению законов классической электродинамики в комптон-эффекте.
В действительности во всех случаях размер области, где частица перестаёт быть «точечным объектом», зависит не только от её комптоновской длины, но и от комптоновских длин других частиц, в которые данная частица может динамически превращаться. Но, например, для лептонов, не обладающих сильным взаимодействием, переход в другие состояния маловероятен (можно сказать, что он происходит редко или требует большого времени). Поэтому лептонная «шуба» из пар является как бы прозрачной, и во многих задачах лептоны с хорошей точностью могут рассматриваться как «точечные частицы». Для тяжёлого адрона, например нуклона N, эффективный размер области, где начинает проявляться «шуба», значительно больше комптоновской длины нуклона и определяется комптоновской длиной самого лёгкого из адронов — пиона π (заметим, что λπ
C ≈ 7λN
C). В области с линейным размером порядка λπ
C нуклоны с большой интенсивностью (из-за сильного взаимодействия) переходят в промежуточные состояния «нуклон + пионы», поэтому нуклонная «шуба», в отличие от лептонной, плотная.
Таким образом, эффективная область, где частица перестаёт проявляться как «точечная», определяется не только соответствующей комптоновской длиной волны, но и константами взаимодействия этой частицы с другими частицами (полями).